# 480 kilomètres de Donington 1990
Navigation
Édition précédente Édition suivante
Les 480 kilomètres de Donington 1990 (officiellement appelé le Shell Donington Trophy), disputées le 2 septembre 1990 sur le circuit de Donington Park, sont la septième manche du Championnat du monde des voitures de sport 1990.

## La course

### Classement de la course
Voici le classement officiel au terme de la course,.
- Les premiers de chaque catégorie du championnat du monde sont signalés par un fond jaune.
- Pour la colonne Pneus, il faut passer le curseur au-dessus du modèle pour connaître le manufacturier de pneumatiques.
- Les voitures ne réussissant pas à parcourir 75% de la distance du gagnant sont non classées (NC).

| Pos  | Classe | no | Écurie                           | Pilotes                                    | Châssis                            | Pneus | Tours | Temps                         |
| Pos  | Classe | no | Écurie                           | Pilotes                                    | Moteur                             | Pneus | Tours | Temps                         |
| ---- | ------ | -- | -------------------------------- | ------------------------------------------ | ---------------------------------- | ----- | ----- | ----------------------------- |
| 1    | C      | 1  | Team Sauber Mercedes             | Mauro Baldi Jean-Louis Schlesser           | Mercedes-Benz C11                  | G     | 120   | 2 h 53 min 40 s 919           |
| 1    | C      | 1  | Team Sauber Mercedes             | Mauro Baldi Jean-Louis Schlesser           | Mercedes-Benz M119 5.0L V8 Turbo   | G     | 120   | 2 h 53 min 40 s 919           |
| 2    | C      | 2  | Team Sauber Mercedes             | Jochen Mass Heinz-Harald Frentzen          | Mercedes-Benz C11                  | G     | 120   | + 1 min 22 s 215              |
| 2    | C      | 2  | Team Sauber Mercedes             | Jochen Mass Heinz-Harald Frentzen          | Mercedes-Benz M119 5.0L V8 Turbo   | G     | 120   | + 1 min 22 s 215              |
| 3    | C      | 22 | Spice Engineering                | Tim Harvey (en) Cor Euser                  | Spice SE90C                        | G     | 118   | + 2 tours                     |
| 3    | C      | 22 | Spice Engineering                | Tim Harvey (en) Cor Euser                  | Ford Cosworth DFR 3.5L V8 Atmo     | G     | 118   | + 2 tours                     |
| 4    | C      | 24 | Nissan Motorsports International | Kenny Acheson Gianfranco Brancatelli       | Nissan R90CK                       | D     | 117   | + 3 tours                     |
| 4    | C      | 24 | Nissan Motorsports International | Kenny Acheson Gianfranco Brancatelli       | Nissan VHR35Z 3.5L V8 Turbo        | D     | 117   | + 3 tours                     |
| 5    | C      | 21 | Spice Engineering                | Eric van de Poele Bruno Giacomelli         | Spice SE90C                        | G     | 117   | + 3 tours                     |
| 5    | C      | 21 | Spice Engineering                | Eric van de Poele Bruno Giacomelli         | Ford Cosworth DFR 3.5L V8 Atmo     | G     | 117   | + 3 tours                     |
| 6    | C      | 23 | Nissan Motorsports International | Julian Bailey Mark Blundell                | Nissan R90CK                       | D     | 117   | + 3 tours                     |
| 6    | C      | 23 | Nissan Motorsports International | Julian Bailey Mark Blundell                | Nissan VHR35Z 3.5L V8 Turbo        | D     | 117   | + 3 tours                     |
| 7    | C      | 7  | Joest Porsche Racing             | Bob Wollek Frank Jelinski                  | Porsche 962C                       | M     | 116   | + 4 tours                     |
| 7    | C      | 7  | Joest Porsche Racing             | Bob Wollek Frank Jelinski                  | Porsche Type-935 3.2L Flat-6 Turbo | M     | 116   | + 4 tours                     |
| 8    | C      | 11 | Porsche Kremer Racing Convector  | Anthony Reid Anders Olofsson               | Porsche 962C                       | D     | 116   | + 4 tours                     |
| 8    | C      | 11 | Porsche Kremer Racing Convector  | Anthony Reid Anders Olofsson               | Porsche Type-935 3.0L Flat-6 Turbo | D     | 116   | + 4 tours                     |
| 9    | C      | 10 | Porsche Kremer Racing            | Bernd Schneider Sarel van der Merwe        | Porsche 962CK6                     | Y     | 115   | + 5 tours                     |
| 9    | C      | 10 | Porsche Kremer Racing            | Bernd Schneider Sarel van der Merwe        | Porsche Type-935 3.0L Flat-6 Turbo | Y     | 115   | + 5 tours                     |
| 10   | C      | 8  | Joest Porsche Racing             | Jonathan Palmer Michael Bartels            | Porsche 962C                       | M     | 115   | + 5 tours                     |
| 10   | C      | 8  | Joest Porsche Racing             | Jonathan Palmer Michael Bartels            | Porsche Type-935 3.2L Flat-6 Turbo | M     | 115   | + 5 tours                     |
| 11   | C      | 14 | Richard Lloyd Racing             | Manuel Reuter Steven Andskär               | Porsche 962C GTi                   | G     | 114   | + 6 tours                     |
| 11   | C      | 14 | Richard Lloyd Racing             | Manuel Reuter Steven Andskär               | Porsche Type-935 3.0L Flat-6 Turbo | G     | 114   | + 6 tours                     |
| 12   | C      | 16 | Brun Motorsport                  | Jesús Pareja Walter Brun                   | Porsche 962C                       | Y     | 113   | + 7 tours                     |
| 12   | C      | 16 | Brun Motorsport                  | Jesús Pareja Walter Brun                   | Porsche Type-935 3.0L Flat-6 Turbo | Y     | 113   | + 7 tours                     |
| 13   | C      | 26 | Obermaier Primagaz               | Harald Grohs Otto Altenbach                | Porsche 962C                       | G     | 113   | + 7 tours                     |
| 13   | C      | 26 | Obermaier Primagaz               | Harald Grohs Otto Altenbach                | Porsche Type-935 3.0L Flat-6 Turbo | G     | 113   | + 7 tours                     |
| 14   | C      | 9  | Joest Porsche Racing             | Henri Pescarolo "John Winter"              | Porsche 962C                       | G     | 113   | + 7 tours                     |
| 14   | C      | 9  | Joest Porsche Racing             | Henri Pescarolo "John Winter"              | Porsche Type-935 3.0L Flat-6 Turbo | G     | 113   | + 7 tours                     |
| 15   | C      | 17 | Brun Motorsport                  | Bernard Santal                             | Porsche 962C                       | Y     | 113   | + 7 tours                     |
| 15   | C      | 17 | Brun Motorsport                  | Bernard Santal                             | Porsche Type-935 3.0L Flat-6 Turbo | Y     | 113   | + 7 tours                     |
| 16   | C      | 32 | Konrad Motorsport                | Franz Konrad Harri Toivonen                | Porsche 962CK6                     | G     | 112   | + 8 tours                     |
| 16   | C      | 32 | Konrad Motorsport                | Franz Konrad Harri Toivonen                | Porsche Type-935 3.0L Flat-6 Turbo | G     | 112   | + 8 tours                     |
| 17   | C      | 20 | Team Davey                       | Giovanni Lavaggi Val Musetti (en)          | Porsche 962C                       | D     | 111   | + 9 tours                     |
| 17   | C      | 20 | Team Davey                       | Giovanni Lavaggi Val Musetti (en)          | Porsche Type-935 3.0L Flat-6 Turbo | D     | 111   | + 9 tours                     |
| 18   | C      | 29 | Chamberlain Engineering          | Robbie Stirling (de) Bernard Thuner        | Spice SE89C                        | G     | 108   | + 12 tours                    |
| 18   | C      | 29 | Chamberlain Engineering          | Robbie Stirling (de) Bernard Thuner        | Ford Cosworth DFZ 3.5L V8 Atmo     | G     | 108   | + 12 tours                    |
| 19   | C      | 39 | Swiss Team Salamin               | Antoine Salamin Max Cohen-Olivar           | Porsche 962C                       | G     | 107   | + 13 tours                    |
| 19   | C      | 39 | Swiss Team Salamin               | Antoine Salamin Max Cohen-Olivar           | Porsche Type-935 3.0L Flat-6 Turbo | G     | 107   | + 13 tours                    |
| 20   | C      | 35 | Louis Descartes                  | François Migault François Wettling         | ALD C289                           | D     | 97    | + 23 tours                    |
| 20   | C      | 35 | Louis Descartes                  | François Migault François Wettling         | Ford Cosworth DFL 3.5L V8 Atmo     | D     | 97    | + 23 tours                    |
| DSQ† | C      | 3  | Silk Cut Jaguar                  | Martin Brundle                             | Jaguar XJR-11                      | G     | 119   | Disqualifié                   |
| DSQ† | C      | 3  | Silk Cut Jaguar                  | Martin Brundle                             | Jaguar JV6 3.5L V6 Turbo           | G     | 119   | Disqualifié                   |
| DSQ† | C      | 4  | Silk Cut Jaguar                  | Andy Wallace Jan Lammers                   | Jaguar XJR-11                      | G     | 117   | Disqualifié                   |
| DSQ† | C      | 4  | Silk Cut Jaguar                  | Andy Wallace Jan Lammers                   | Jaguar JV6 3.5L V6 Turbo           | G     | 117   | Disqualifié                   |
| Nc.  | C      | 15 | Brun Motorsport                  | Oscar Larrauri Harald Huysman              | Porsche 962C                       | Y     | 116   | Dernier tour trop lent        |
| Nc.  | C      | 15 | Brun Motorsport                  | Oscar Larrauri Harald Huysman              | Porsche Type-935 3.0L Flat-6 Turbo | Y     | 116   | Dernier tour trop lent        |
| Abd. | C      | 37 | Toyota Team Tom's                | Geoff Lees John Watson                     | Toyota 89C-V                       | B     | 112   | Panne sèche                   |
| Abd. | C      | 37 | Toyota Team Tom's                | Geoff Lees John Watson                     | Toyota R36V 3.6L V8 Turbo          | B     | 112   | Panne sèche                   |
| Abd. | C      | 36 | Toyota Team Tom's                | Johnny Dumfries Roberto Ravaglia           | Toyota 90C-V                       | B     | 99    | Panne sèche                   |
| Abd. | C      | 36 | Toyota Team Tom's                | Johnny Dumfries Roberto Ravaglia           | Toyota R36V 3.6L V8 Turbo          | B     | 99    | Panne sèche                   |
| Abd. | C      | 13 | Courage Compétition              | Pascal Fabre Michel Trollé                 | Cougar C24S                        | G     | 54    | Echappement                   |
| Abd. | C      | 13 | Courage Compétition              | Pascal Fabre Michel Trollé                 | Porsche Type-935 3.0L Flat-6 Turbo | G     | 54    | Echappement                   |
| Abd. | C      | 40 | The Berkeley Team London         | Ranieri Randaccio "Stingbrace"             | Spice SE89C                        | G     | 45    | Problèmes électriques         |
| Abd. | C      | 40 | The Berkeley Team London         | Ranieri Randaccio "Stingbrace"             | Ford Cosworth DFZ 3.5L V8 Atmo     | G     | 45    | Problèmes électriques         |
| Abd. | C      | 30 | GP Motorsport                    | Beppe Gabbiani Jari Nurminen (en)          | Spice SE90C                        | D     | 35    | Tête à queue                  |
| Abd. | C      | 30 | GP Motorsport                    | Beppe Gabbiani Jari Nurminen (en)          | Ford Cosworth DFZ 3.5L V8 Atmo     | D     | 35    | Tête à queue                  |
| Abd. | C      | 31 | GP Motorsport PC Automotive      | Richard Piper Mike Youles                  | Spice SE89C                        | G     | 35    | Problèmes électriques         |
| Abd. | C      | 31 | GP Motorsport PC Automotive      | Richard Piper Mike Youles                  | Ford Cosworth DFZ 3.5L V8 Atmo     | G     | 35    | Problèmes électriques         |
| Abd. | C      | 28 | Chamberlain Engineering          | Will Hoy Nick Adams                        | Spice SE89C                        | G     | 7     | Collision → Boite de vitesses |
| Abd. | C      | 28 | Chamberlain Engineering          | Will Hoy Nick Adams                        | Ford Cosworth DFZ 3.5L V8 Atmo     | G     | 7     | Collision → Boite de vitesses |
| Abd. | C      | 27 | Obermaier Primagaz               | Harald Grohs Otto Altenbach                | Porsche 962C                       | G     | 1     | Accident                      |
| Abd. | C      | 27 | Obermaier Primagaz               | Harald Grohs Otto Altenbach                | Porsche Type-935 3.0L Flat-6 Turbo | G     | 1     | Accident                      |
| Np.  | C      | 12 | Courage Compétition              | Michel Trollé                              | Cougar C24S                        | G     | -     | Retrait                       |
| Np.  | C      | 12 | Courage Compétition              | Michel Trollé                              | Porsche Type-935 3.0L Flat-6 Turbo | G     | -     | Retrait                       |
| Nq.  | C      | 41 | Alba Formula Team                | Gianfranco Trombetti (it) Marco Brand (en) | Alba AR20                          | G     | -     | Moteur                        |
| Nq.  | C      | 41 | Alba Formula Team                | Gianfranco Trombetti (it) Marco Brand (en) | Buick 4.5L V6 Atmo                 | G     | -     | Moteur                        |

† - Les Jaguar XJR-11 n°3 et n°4 de l'écurie Silk Cut Jaguar ont été disqualifiées pour avoir consommé plus de carburant qu'authorisé.

## Pole position et record du tour
- Pole position :  Mauro Baldi (#1 Team Sauber Mercedes) en 1 min 16 s 952
- Meilleur tour en course :  Mauro Baldi (#1 Team Sauber Mercedes) en 1 min 23 s 597

## À noter
- Longueur du circuit : 4,023 km
- Distance parcourue par les vainqueurs : 482,803 km